# Zuiderkerk (Utrecht)
De Zuiderkerk was een kerkgebouw in de Nederlandse stad Utrecht.
Het bouwwerk aan de Krommerijn 1 werd in 1925 geopend voor de Gereformeerde Kerk. De architect Albert Kool zorgde voor het ontwerp in de bouwstijl van de Amsterdamse School. Het kerkgebouw vormde het sluitstuk voor de windrichtingen na de eerdere opening van de Oosterkerk (1887), de Westerkerk (ca. 1891) en de Noorderkerk (1923).
In 1986 vond de laatste kerkdienst plaats in de Zuiderkerk. Het kerkgebouw is het jaar erop in het kader van de ontkerkelijking en kostenbesparing gesloopt om plaats te maken voor nieuwbouw. De kerkelijke gemeente nam daarop zijn intrek in de Utrechtse Nicolaïkerk. Tevens werd in het ter plaatse gebouwde flatgebouw een kerkzaal opgenomen, die de naam Zuidererf kreeg.
Naast de bij vele Gereformeerde kerken gebruikelijke diensten in de ochtend en de middag werd in deze kerk nog een avonddienst gehouden om 19:00 uur, om onder meer de verpleegsters van de in de nabijheid gelegen Academisch Ziekenhuis Utrecht en Diakonessenhuis (Utrecht) gelegenheid te bieden elke zondag een dienst te kunnen bijwonen.
Historische kerkgebouwen:
Sint-Augustinuskerk · Buurkerk · Sint-Catharinakathedraal · Domkerk · Doopsgezinde kerk · Geertekerk · Jacobikerk · Jacobuskerk · Janskerk · Kerkenkruis · Lutherse Kerk · Mariakerk · Maria Minor · Nicolaïkerk · Pieterskerk · Sint-Gertrudiskathedraal · Sint-Martinuskerk · Sint-Salvatorkerk · Sint-Willibrordkerk · Westerkerk

Overige kerkgebouwen:
Adventkerk · Bethelkerk · Blijde Boodschapkerk · Gerardus Majellakerk · Heilig Hartkerk · Holy Trinity Church · H. Johannes de Doper en H. Bernarduskerk · Johanneskerk · Mattheüskerk · Nieuwe Kerk · Sint-Aloysiuskerk ·Sint-Antoniuskerk · Sint-Dominicuskerk · Sint-Gertrudiskerk · Sint-Jacobuskerk · Sint-Josephkerk · Sint-Rafaëlkerk · Stefanuskerk · Tuindorpkerk · Wederkomst des Herenkerk · Wilhelminakerk · Willem de Zwijgerkerk

Deels gesloopte kerken:
Oranjekerk

Gesloopte kerken:
Christus Koningkerk · Begijnekerk · Heilig Kruiskapel · Johannes de Doperkerk  · Julianakerk · Lucaskerk · Onze-Lieve-Vrouw-van-Goede-Raadkerk · 
Onze-Lieve-Vrouw-ten-Hemelopnemingkerk · Oosterkerk · Sint-Bernarduskerk · Sint-Dominicuskerk (Walsteegkerk) · Sint-Ludgeruskerk · Sint-Monicakerk · Sint-Nicolaaskerk · Sint-Pauluskerk · Sint-Salvatorkerk · Vaartkerk · Zuiderkerk

Voormalige kerken:
Emmaüskerk · Noorderkerk · Leeuwenbergkerk · Sint-Isidoruskerk

Lijst van kerken in Utrecht